# Анексія Київської митрополії Московським патріархатом
Анексія Київської митрополії Московським патріархатом — історична подія, тривалий процес, пов'язаний із включенням козацької державності до Російської монархії, що розпочався в 1685 році висвяченням митрополита Київського Гедеона Московським патріархом Йоакимом у Московії і завершився 1722 року, коли Петро І обрав Варлаама (Вонятовича) в сані архиєпископа, а не митрополита. З цього часу Київська митрополія фактично перетворюється на одну з рядових єпархій Церкви Російської імперії. Основною причиною анексії став акт Вселенського патріархату Константинополя 1686 року який давав право висвячувати Київського митрополита Московському Патріарху. Київський митрополит мав згадувати Вселенського патріарха Константинополя найпершим і цим підтверджувати владу Вселенського патріархату Константинополя над Київською митрополією. Акт був виданий Вселенським патріархом Діонісієм IV (який пізніше отримав анатему) та Священним Синодом Вселенського патріархату, під тиском складних історичних обставин. Церковно-історична і канонічна оцінка цієї події дуже відрізняється в Російській і Констанопольській православних церквах.
Російська православна церква твердить, що це була «передача» Київської митрополії, а офіційна позиція Вселенського патріархату Константинополя каже, що був лише «Акт» в якому давали право висвячувати Київського митрополита Московському Патріарху і духовно окормлювати митрополію, при тому сама митрополія залишалась в складі Вселенського патріархату Константинополя. Митрополит Київський мав першого поминати Вселенського патріарха, а потім Московського.
Згідно з Актом обрання Київського митрополита мало відбуватися єпископами, кліриками і знаттю Київської митрополії з дозволу та за наказом українського гетьмана; Київський митрополит мав зберігати всі привілеї митрополита Київського. Московському патріарху тільки було дозволено, в суворо визначених особливих випадках, висвячувати Митрополита Київського. В акті 1686 р. саме це Московське духовенство і просило: «просять з великим благоговінням, і з великим проханням, дати дозвіл Блаженнішому Патріарху Московії висвячувати Київського митрополита, коли буде позбавлена істинного архієрея ця митрополія».
Жодну з цих умов Акту не було дотримано Московським патріархатом: вибори митрополита перейшли в руки Московського Синоду, поминання Вселенського патріарха Константинополя в числі перших припинилося, і привілеї Київського митрополита були скасовані, а в 1722 році навіть сама митрополія перестала існувати як церковна одиниця.

## Передісторія
Лівобережний гетьман Іван Самойлович був великим прихильником «передачі» Київської митрополії під опіку Московського патріархату. Він близько зійшовся з тогочасним московським патріархом Іоакимом Савєловим. У 1682 році, коли Самойлович одружувався, то з незрозумілих причин поїхав вінчатися до московського патріарха, нехтуючи українським православним духовенством. Вважається, що через це виник чинник впливу, який зіграв фатальну роль. Самойлович вирішив вивести Київську метрополію з-під опіки Константинополя — під приводом того, що нібито було небезпечно й далеко їхати до Константинополя через татарські степи, а краще й безпечніше їздити до Москви.

### Договір Богдана Хмельницького
8 січня 1654 в Переяславі гетьман Богдан Хмельницький і козацька старшина уклали угоду з московським урядом, яка попри свій зміст, поклала початок процесу входження України до складу Московської держави. Така істотна зміна в політичному житті України не могла не відбитися і на становищі православної Київської митрополії.
До моменту укладення Переяславського договору Московська Церква вже понад два століття існувала як самопроголошена автокефальна невизнана церква. З 1589 року вона отримала статус патріархату від Константинопольського Патріарха Єремії II. Київська ж митрополія продовжувала залишатися автономною у складі Константинопольського Патріархату. При цьому після падіння Візантійської імперії (1453) ступінь церковної залежності Києва від Константинополя ставала все менш значною. Це дало підстави українським історикам стверджувати:
|  | Українська Церква лише номінально залежала від Церкви Царгородської, а фактично вона була незалежною |

Договір 1654 не передбачав змін канонічного статусу Київської митрополії. У статтях, складених у березні 1654 року, які оформили нові взаємини між Московським царством і Україною, лише одне положення стосувалося Православної Церкви. Статті підтверджували і гарантували збереження в майбутньому майнових прав українського духовенства.

### Стан Київської митрополії напередодні приєднання

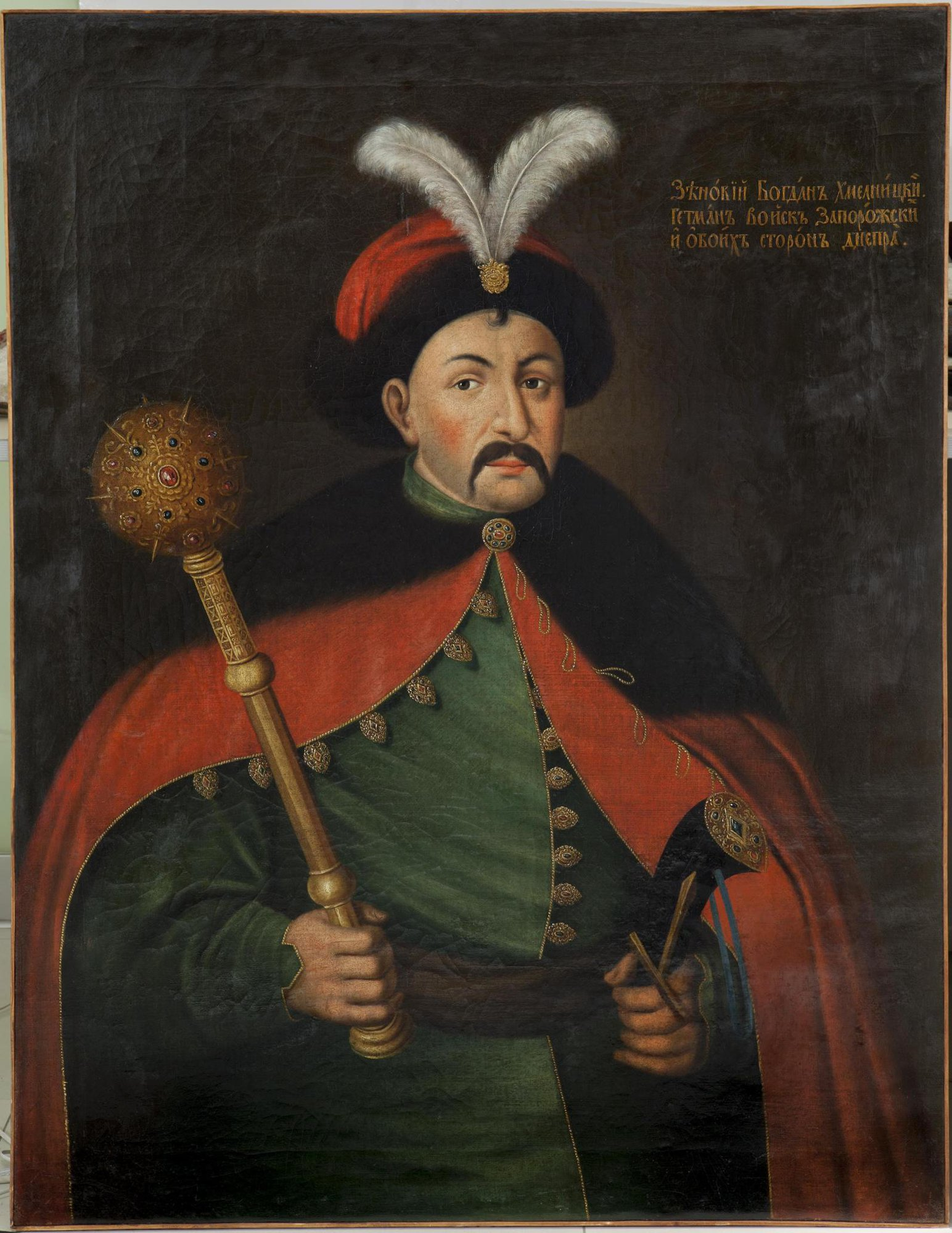
Богдан Хмельницький

У 1654 році до складу Московської держави увійшла далеко не вся територія сучасної України. Більшість єпархій Київської митрополії залишилися тоді на території Речі Посполитої. До моменту скликання Переяславської Ради до складу митрополії, крім самої Київської єпархії, входили також Луцька, Львівська, Могилевська, Перемишльська, Полоцька і Чернігівська єпархії. Лише Київська та Чернігівська кафедри опинилися на території, контрольованій Москвою. Решта єпархіальних центрів залишилися в Речі Посполитій, яка перебувала в стані війни з Московською державою.

З 1647 по 1657 роки київський митрополичий престол займав Сильвестр (Косів). Незважаючи на укладення союзу з Москвою, він відмовлявся визнавати над собою владу Московського патріарха, виступаючи за збереження канонічного зв'язку з Константинополем. У липні 1654 року митрополит Сильвестр навіть відправив послів до Смоленська, де тоді перебував цар Олексій Михайлович. У своїй чолобитній він просив про збереження залежності Київської митрополії від царгородського патріархата — «першої вольності, яка є усіх вольностей і прав коренем»

### Обрання митрополита Діонісія
Митрополит Сильвестр помер 13 травня 1657. Гетьман Богдан Хмельницький доручив місцеблюстительство Київського престолу Чернігівському єпископу Лазарю (Барановичу) — єдиному архієреєві Лівобережної України. Гетьман також розіслав грамоти православним архієреям в межах Речі Посполитої (єпископам Луцькому, Львівському і Перемишльському) із запрошенням прибути до Києва для обрання нового митрополита. Однак 27 липня помер і сам Богдан.
Вибори нового митрополита були проведені в Києві вже під час наступного гетьмана — Івана Виговського. 6 грудня 1657 (у день пам'яті святителя Миколая) на Київський престол був обраний єпископ Луцький Діонісій (Балабан). Його інтронізація відбулася 28 лютого 1658. Характерно, що як вибори, так і настолування нового митрополита проходили без участі московської церковної влади. Владика Діонісій отримав підтвердження своїх повноважень від Константинопольського патріарха. Пізніше і король Речі Посполитої визнав Діонісія законним Київським митрополитом.

### Виїзд митрополита Київського в Чигирин
Коли Іван Виговський відійшов від Москви і став вести переговори з Річчю Посполитою, митрополит Діонісій також взяв участь в укладенні Гадяцького договору 8 вересня 1658. Разом з Виговським митрополит поїхав до Чигирина і вже більше в Київ не повертався. З цього часу Діонісій був фактично митрополитом Правобережної України, не маючи можливості керувати єпархіями на лівому березі Дніпра.

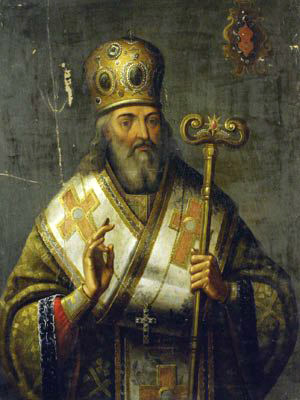
Діонісій (Балабан), митрополит Київський

### Початок втручання Московського патріархату у справи Київської митрополії
27 жовтня 1659 гетьманом Лівобережжя став син Богдана Хмельницького Юрій. Він підписав з Москвою новий договір. Запропоновані йому князем А. Н. Трубецьким до підписання статті істотно відрізнялися від березневих статей 1654 року. Саме в цьому новому договорі 1659 року вперше з'явився такий пункт: «А митрополиту Київському, так і іншим духовним Малої Росії, бути під благословенням святійшого патріарха Московського» (стаття 8). Характерно, що саме текст статей 1659 ввійшов згодом у «Повне зібрання законів Російської імперії» і сприймався як оригінальний документ 1654 року. Насправді, це була переробка березневих статей Богдана Хмельницького. Хоча пункт про підпорядкування Київського митрополита Московському Патріархові в 1659 році не був втілений у життя, однак відтоді московська церковна і світська влада почали активніше втручатися в українське церковне життя.
Уже в жовтні 1659 року князь А. Н. Трубецький призначив місцеблюстителем київського митрополичого престолу єпископа Лазаря (Барановича). Останній прийняв це призначення. Таким чином, Київська митрополія фактично розділилася на дві частини. На території Речі Посполитої продовжував свою архіпастирську діяльність митрополит Діонісій (Балабан), а в землях підконтрольних Московській державі вища церковна влада була в руках єпископа Лазаря. З цього часу Москва прагне посилити свій вплив, у тому числі й церковний, в українських землях.
У 1661 році в Москві місцеблюститель Патріаршого престолу Питирим висвятив на єпископа Мстиславського Мефодія (Филимоновича), який тоді ж був призначений місцеблюстителем Київської митрополії. Це діяння мало скандальні наслідки. У 1662 році Патріарх Никон прокляв за це митрополита Питирима, а Константинопольський патріарх проголосив анафему Мефодію. У результаті українське духовенство відмовилося підкорятися новоявленому місцеблюстителю. Таким чином перша спроба прямого поставлення в Москві кандидата на Київський престол зазнала невдачі.

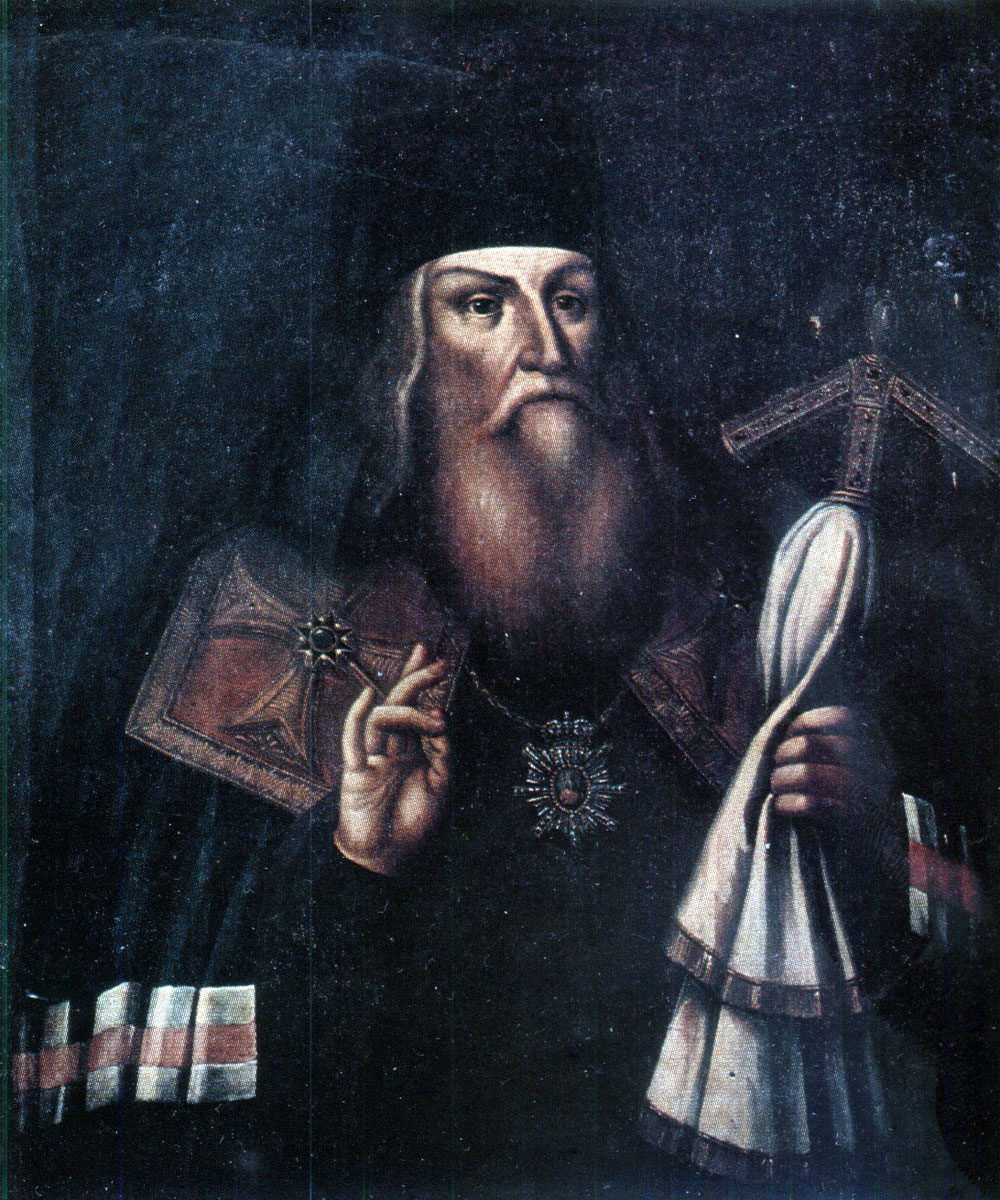
Лазар (Баранович), єпископ Чернігівський

У 1667 році на Помісному Соборі в Москві було ухвалено рішення про підвищення Чернігівської єпархії до архиєпископії. З цього часу Лазар (Баранович) став архиєпископом. Однак, оскільки це рішення було прийнято без погодження з Константинополем, Царгородський патріарх не визнав його законності.

### Йосиф (Нелюбович-Тукальський)
У 1668 році гетьманом обох берегів Дніпра став Петро Дорошенко. Йому вдалося на короткий час об'єднати під своєю владою майже всі українські землі. На Київський митрополичий престол зійшов Йосиф (Нелюбович-Тукальський), обраний на митрополита ще в 1663 році на Соборі в Умані і затверджений у цьому званні королем Речі Посполитої. Митрополит Йосиф виступав за збереження канонічного зв'язку з Константинополем. Тому, прибувши до Києва, він наказав припинити поминання в церквах царя Олексія Михайловича і поминати лише гетьмана Петра. З єпископа Мефодія (Филимоновича) Йосип зняв мантію та панагію й заслав його в ув'язнення в Уманський монастир. Під час правління митрополита Йосипа спроби переведення Київської митрополії під юрисдикцію Москви не мали успіху.
Митрополит Йосип помер 26 липня 1675. З цього часу місцеблюстителем знову стає Лазар (Баранович), що не визнається на Правобережжі. Митрополичий престол залишався вакантним до 1685 року.

## Початок анексії Київської митрополії

### Обрання нового настоятеля Лаври
Перший серйозний церковний крок на шляху приєднання Київської митрополії до Московського патріархату було зроблено в 1683 році. 18 листопада помер архімандрит Києво-Печерської Лаври Інокентій (Гізель). Гетьман Іван Самойлович написав про це лист Московському патріархові Йоакиму, просячи благословення на обрання нового настоятеля Лаври. У відповідному листі патріарх дякував гетьману за те, що той звернувся саме до нього, і дав своє благословення на проведення виборів.
Однак така поведінка гетьмана не знайшла підтримки в середовищі київського духовенства. Новий архімандрит був обраний вільними голосами без попередніх консультацій із Самойловичем. Ним став Варлаам (Ясинський). Не просячи підтвердження своїх прав у Москві, він звернувся за посвятою до Лазаря (Барановича), який і звів його в архімандрити. Втім, загроза захоплення лаврських володінь, що йшла від львівського єпископа Йосифа (Шумлянського), змусила все ж Варлаама просити підтвердження своїх повноважень у патріарха Йоакима. У результаті патріарх направив Варлааму ствердну грамоту, в якій, проте, більше говорилося про обов'язки Печерського архімандрита, ніж про його древні привілеї. З канонічної точки зору ця дія патріарха Йоакима означало вилучення Лаври з юрисдикції Константинопольського патріарха. При цьому слід мати на увазі, що це був ставропігіальний монастир, безпосередньо підпорядкований Предстоятелю Константинопольської церкви.
Активізація львівського єпископа Йосифа (Шумлянського), який став іменувати себе адміністратором Київської митрополії, спонукала як гетьмана, так і московський уряд також активізувати свої дії щодо заміщення вакантного митрополичого престолу. Єпископ Йосиф, що перебував у Речі Посполитій, був солідарним з королем Речі Посполитої у його антимосковських планах, до того ж існували чутки, що він готовий прийняти греко-католицизм, що додатково посилювало страх на Лівобережжі. Тому у своєму листі до гетьмана Самойловича від 31 жовтня 1684 патріарх Йоаким мотивував необхідність якнайшвидшого заміщення вакантної Київської кафедри так:
|  | ... у Польській державі уніати, духовного їх чину люди, називаються Київськими митрополитами і архімандритами Печерськими, щоб ту Київську митрополію привласнити. |

### Пошук кандидата на київський престол

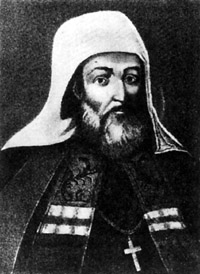
Гедеон (Святополк-Четвертинський)

Все це спонукало гетьмана шукати кандидата на київський престол. І тут нагодився зручний випадок. У 1684 році з Речі Посполитої в підконтрольну Москві частину України втік єпископ Луцький і Острозький Гедеон Святополк, князь Четвертинський. Пояснюючи причину своєї втечі з Речі Посполитої, він говорив думному дяку Омеляну Українцеву:
|  | Приїхав я сюди тому, що від переслідування королівського мені життя не було, все неволив мене прийняти римську віру або зробитися уніатом, і тепер, ідучи в похід, сам король і королева сказали мені, що коли король прийде з війни, а я римлянином або уніатом не зроблюсь, то мене неодмінно пошлють на довічне ув'язнення у Марієнбурґ. Я злякався і втік сюди, бажаючи скінчити життя в благочесті. |

Більшість українського духовенства, гетьман та московський уряд стали розглядати Гедеона як найвідповіднішого кандидата на митрополита. Не підтримував його кандидатуру лише Лазар (Баранович), який, очевидно, сам претендував на Київську митрополію. Після того як Омелян Українцев в листопаді 1684 зустрівся з Гедеоном і визнав його цілком придатним для заняття Київського престолу, гетьман Самойлович запропонував тут же відправити його для поставлення в Москву. Однак Українцев радив гетьману цього не робити, щоб не провокувати конфлікт із Чернігівським архиєпископом:
|  | Якщо в архієпископа Чернігівського ненависть до єпископа Луцького, то ти б, гетьман, одразу його, єпископа Луцького, до Москви не відпускав, а нехай перш духовні та світські люди оберуть митрополита до Києва. |

Саме цей план, запропонований Омеляном Українцевим, і був реалізований.

### Перша спроба отримати згоду Константинопольського патріарха
До проведення в Києві Собору з обрання нового митрополита Московський уряд спробував все-таки отримати згоду Константинопольського патріарха на перехід Київської митрополії в юрисдикцію Московського патріарха. До Константинополя для переговорів був відправлений грек Захарій Софір. Він взяв із собою лист московських государів Івана та Петра Олексійовича на ім'я патріарха Якова, датований 11 грудня 1684. Тут містилося прохання поступитися Московському патріархові правом висвячувати Київських митрополитів. Однак патріарх відповів, що тепер в Османській імперії смутний час: візир при смерті, і невідомо хто буде на його місці, і тому нічого не можна зробити. Так що прохання Москви залишилося незадоволеним. Після цього московський уряд і гетьман Самойлович вирішили діяти, не чекаючи благословення з Константинополя.

### Обрання митрополитом Гедеона (Святополка-Четвертинського)
Собор для виборів нового митрополита був скликаний у Києві 8 липня 1685 у кафедральному храмі Святої Софії. Склад його учасників досить яскраво відобразив реальний стан справ у митрополії. На Собор не з'явився Лазар (Баранович), «відговорився слабкістю свого здоров'я». Більш того, Чернігівський архиєпископ не надіслав у Київ навіть своїх довірених осіб. Як писав гетьман Самойлович у Москву, з Чернігівської єпархії на Соборі не було «нікого, як з архімандритів та ігуменів, так і з протопопів». Не було в Києві і делегатів від єпархій, що залишилися на території Речі Посполитої. Так що в храмі Святої Софії були присутні лише представники духовенства Київської єпархії — «всі Київської єпархії з духовного чину начальні». При цьому число світських чинів, відправлених на Собор гетьманом, було досить значним. У храмі Святої Софії були присутні чернігівський полковник Василь Борковський, військовий осавул Іван Мазепа, переяславський полковник Леонтій Полуботок, київський полковник Григорій Карпов та ніжинський полковник Яків Жураківський. Таким чином, представників духовенства на Соборі було «набагато менше», ніж посланців гетьмана.
Після початку соборних засідань з'ясувалося, що духовенство аж ніяк не горить бажанням «оставити Константинопольському престолу колишній послух, через що збентеження розуму зазнають багато хто». Однак, незважаючи на опозицію з боку духовенства, за наполяганням гетьмана Самойловича Собор все ж обрав на Київський престол Гедеона (Святополка-Четвертинського).
Характерно, що і сам єпископ Гедеон не брав участі у роботі Собору. Вже після проведених виборів до нього була направлена делегація у складі ігуменів Феодосія (Углицького) та Єроніма (Дубини), які й повідомили йому про результати виборів.

### Протест київського духовенства
Не дивно, що київське духовенство вирішило опротестувати діяння Собору. Іноді висловлюється думка, що незадоволені скликали в Києві новий Собор, який направив свій протест гетьману Самойловичу. Утім, текст зазначеного протесту не дає підстав думати, що в Києві скликався якийсь альтернативний Собор. Швидше за все, протест був складений представниками духовенства, що засідали у Святій Софії 8 липня. Зміст цього документа дозволяє зробити висновок про те, що, власне, викликало занепокоєння українського духовенства.
Перш за все, автори протесту вважали, що Собор 8 липня не мав права вирішувати питання про перехід в іншу канонічну юрисдикцію. На їхню думку, це питання повинні вирішити між собою два патріархи — Константинопольський і Московський. Відторгнення митрополії від Константинополя може також несприятливо позначитися на житті тих єпархій, які залишилися на території Речі Посполитої. Перехід в юрисдикцію Москви може стати приводом для посилення в Речі Посполитій греко-католицької пропаганди. Проте найбільші побоювання українського духовенства викликала перспектива втрати Київськими митрополитами тих привілеїв, які вони мали раніше. У протесті прямо говориться, що в разі підпорядкування Москві в Києві більше не буде вільних виборів митрополита, «але кого від патріарха надішлють — буде митрополитом». Автори протесту також побоювалися, що Московський патріарх відтепер буде втручатися у церковні справи Київського митрополита. Свої побоювання вони підтверджували посиланням на події, що мали місце в Слобідській Україні після відкриття Білгородської митрополії.
Слобідська Україна охоплювала нинішню Харківську, частину Сумської, Донецької та Луганської областей України і частину Білгородської, Курської та Воронезької областей Росії. Під час війни Богдана Хмельницького відбулося масове заселення цих земель українськими козаками та селянами. Переселенці присягали на вірність московському государеві, за що отримували від нього особливі вольності. У церковному відношенні територія Слобідської України була підпорядкована Московському патріархові. З 1657 по 1667 ці землі входили безпосередньо до складу Патріаршої області. Але на Московському Соборі 1667 була заснована Білгородська митрополія, що охопила в тому числі і значну частину Слобідської України. Першим Білгородським митрополитом став серб Феодосій. Згодом у Білгород призначалися архиєреї з великоросів, які активно вводили тут московські порядки.
Київське духовенство у вказаному протесті перераховує такі зміни, що відбулися в церковному житті Слобожанщини:
- Церковна данина відтепер стягувалася не за кількістю церков, а за числом дворів у кожній парафії, для чого всі члени парафій були ретельно переписані.
- Священик за приховування доходу, так само як і за інші, дрібніші провини, піддавався тілесним покаранням.
- Були обкладені новими податками і миряни: «хто потоне, кого грім поб'є, чи нагло помре смертю — платять за то вину по гривні митрополитові»[33].
- Церковні книги київського друку замінялися московськими, київський церковний спів також було скасовано, а введено московський.
- Від священиків вимагали хрестити дітей не через обливання, а виключно через занурення, тому багато незвичних до цього священиків «дітей в слободах потопили».
- У храмах з престолів знімалися колишні антимінси й замінювалися на нові, підписані Московським патріархом.
- У духовенства були відібрані колишні ставленицькі й постригальні грамоти, замість яких видані «московські нові …, але не без кошту священиків»[34].

Київське духовенство побоювалося, що всі ці нововведення будуть такими ж методами вводитися і в Києві, якщо їхня митрополія перейде до складу Московського патріархату.
Слід зазначити, що і гетьман Іван Самойлович, сповіщаючи патріарха і великих государів про те, що відбулися вибори митрополита, просив зберегти за Київським архіпастирем його колишні привілеї. Він просив зберегти процедуру обрання митрополита вільними голосами, щоб Московський патріарх лише посвячував Київського митрополита, але не втручався в його справи. Гетьман просив дозволити Київській митрополії мати свою друкарню і свої школи. Він також вважав за необхідне, щоб патріарх Йоаким просив Константинополь благословити перехід Київської митрополії в нову юрисдикцію. При цьому Самойлович вважав за доцільне зберегти за Київським митрополитом титул «екзарха Константинопольського патріаршества».

### Поставлення митрополитом Гедеона
Патріарх Йоаким затвердив Київські вибори. У вересні він направив листа єпископу Гедеону, в якому вітав його з обранням і запрошував для поставлення прибути до Москви. Лист аналогічного змісту було направлено і гетьману Самойловичу. Цікаво, що в цих листах питання про збереження стародавніх привілеїв Київської кафедри було обійдене мовчанням. Направили гетьману грамоту і великі московські правителі, які, на відміну від патріарха Йоакима, обіцяли, що всі перераховані гетьманом привілеї Київської митрополії будуть збережені. Було відхилено лише пропозицію зберегти за Київським митрополитом звання екзарха Константинопольського патріарха.
У жовтні Гедеон вирушив до Москви, де 8 листопада 1685 відбулося його поставлення у Київські митрополити. В Успенському соборі Кремля він приніс клятву вірності патріарху Йоякиму «і якщо станеться, то й по ньому благословенням Божим майбутньому Святійшому Патріарху Московському і всієї Росії, і всьому преосвященному Собору — Російським преосвященним митрополитам, архиєпископам і єпископам».
Таким чином, перехід Київського митрополита в юрисдикцію Москви фактично відбувся. Однак з канонічної точки зору цей акт не міг вважатися легітимним без його схвалення (хай і заднім числом) із боку Константинопольського патріарха.

## Переговори з Константинопольським патріархатом

### Посольство до Константинополя
У листопаді 1685 до Константинополя відправили дяка Микиту Алєксєєва. Коли він проїжджав через Україну, то до нього приєднався і особистий посланець гетьмана Лисиця Іван Павлович. Їм було доручено просити Константинопольського патріарха передати Київську митрополію під юрисдикцію Москви. Послам були вручені грамоти патріарха Йоакима, царів Івана та Петра Олексійовича і гетьмана Івана Самойловича.

### Політичне тло
Слід мати на увазі, що до середини 17 століття склалися досить тісні взаємини між східними патріархами і московськими государями. Грецьке духовенство регулярно відвідувала Москву, отримуючи тут щедру милостиню. При цьому контакти грецьких ієрархів з Москвою не обмежувалися виключно церковною сферою. Вже з кінця 16 століття східні патріархи стають, за висловом професора М. Ф. Каптєрєва, «політичними агентами» московських царів. Вони доставляють до Москви відомості про політичну ситуацію в Османській імперії. Єрусалимський патріарх Досифей в одній зі своїх грамот, адресованих московському царю, прямо писав: «У вашій Богохранимій державі ми маємо чин доносителя». Однак матеріальний інтерес не був єдиним стимулом, який спонукав грецьких ієрархів до подібного співробітництва. Східне православне духовенство з натхненням сприймала і всіляко підтримувала політичне посилення Москви, сподіваючись, що з часом саме московський цар допоможе грекам повалити ненависну владу османів.
Діяльність східних ієрархів на користь політичних інтересів Москви викликала занепокоєння османського уряду, який пильно стежив за всіма контактами патріархів з московськими послами. За таємні зв'язки з Москвою був повішений патріарх Парфеній, а за поїздку до Москви позбулися кафедр Олександрійський патріарх Паїсій і Антиохійський Макарій. У другій половині 17 століття московським послам в Константинополі дозволяли зустрічатися з патріархами лише після вирішення усіх політичних справ із візиром.
З самого початку визвольної війни під проводом Богдана Хмельницького східні патріархи вважали природним її результатом приєднання України до Московського царства. Ще в грудні 1648 року патріарх Єрусалимський Паїсій по дорозі до Москви зустрівся з Хмельницьким і намагався переконати його прийняти московське підданство. Про це ж він клопотався і в Москві. У 1651 році про те ж говорив Константинопольський патріарх у розмові з посланцем Хмельницького в Константинополі. Посередницькі послуги в справі встановлення контактів Хмельницького з Москвою брали на себе й інші східні ієрархи. Приєднання України до Московської держави давало, на думку греків, надію на спільний похід козаків і великоросів проти татар і османів.
Дуже характерно, що той же патріарх Єрусалимський Паїсій сподівався, що слідом за Україною до складу Московського царства увійдуть і Дунайські князівства (Валахія і Молдова). У 1655 році він навіть прямо просив Олексія Михайловича прийняти Молдовське князівство під своє заступництво. Це прохання підтримав і Антиохійський патріарх Макарій. Проте цей план не був здійснений.

### Початок переговорів
Московські посли прибули до Адріанополя навесні 1686 року. Тут грек Юрій Мецевіт рекомендував їм передовсім вирушити до візира і просити його сприяти вирішенню питання про Київську митрополію. Дяку Алексєєву така пропозицію здалася дивною. Він вважав цю справа суто церковною, і тому гадав, що патріарх може вирішити її без поради з візиром. На що Мецевіт заперечив: «Якщо патріарх зробить цю справу без візирського указу, і який-небудь митрополит донесе, що патріарх списується з Москвою, то патріарха одразу стратять».
Тоді посли спробували побачитися з Єрусалимським патріархом Досифєєм, якого в Москві не без підстав вважали своїм союзником. Однак і цей ієрарх відмовився зустрічатися з делегацією без дозволу візира. Тоді Алексєєв звернувся все-таки до візира, і, отримавши його згоду, вирушив на зустріч з Досифєєм.

### Переговори з Єрусалимським патріархом, спроби підкупу
Під час бесіди з московськими послами патріарх Досифей висловився дуже різко проти підпорядкування Київської митрополії Москві. Він вважав глибоко хибним сам спосіб дій московського уряду. Досифей цілком слушно зауважив, що раніше належало отримати благословення Константинополя, а вже потім поставляти Київського митрополита у Москві:
|  | А то прислали просити благословення, коли вже поставили! Це Східної Церкви розділення! |

Імовірно, після розмови з Алексєєвим та Лисицею патріарх Досифей відправив листа московським царям та патріарху Йоакиму, в яких доводив незаконність і недоречність задуманої ними справи.
Одним з найважливіших аргументів, висловлених патріархом Досифєєм проти приєднання Київської митрополії до Московського патріархату, було його побоювання, що цього акту не визнають в Речі Посполитій, на території якої перебувала значна частина митрополії. Православні, які живуть у Речі Посполитій, будуть шукати собі іншого митрополита, а це може стати причиною нового розколу.
Цікавою є сувора моральна оцінка, яку дав патріарх Досифей діям Москви:
|  | Що [за] вина відхоплювати чужу єпархію? Чи не є сором від людей, чи не є гріх від Бога! Так надсилаєте гроші й з розуму людей виводите, берете грамоти супротивні Церкві й Богу. Казав нам посланник ваш, що листа від вас не привіз, тільки наказали йому дати нам милостиню, якщо йому дамо листа, якого хоче; і якщо не дамо йому, то й він нам не віддасть. |

З цих слів патріарха Досифея стає очевидним, що московський посланець вів у Адріанополі відвертий торг. За сприяння у справі отримання відпускної грамоти він пропонував Досифею щедру «милостиню». Обурений Першоієрарх Єрусалимської Церкви назвав це явною симонією і здирництвом «для приниження Східної Церкви».
Тим не менш, у листі до московських государів патріарх Досифей писав, що хоча дії патріарха Йоакима і не заслуговують на схвалення, все ж таки він, Досифей, радий, що Київ, нарешті, знайшов митрополита, «його і свячення приймаємо, і решту залишаємо, молимося Владиці Христу, щоб Він дав йому сил правити благо добровільно по-Божому».
Однак все ж таки патріарх Досифей навідріз відмовився виступати посередником у переговорах московських послів із Константинопольським патріархом.

### Торг за митрополію
З листа Досифея до патріарха Йоакима видно, що ще коли Алексєєв і Лисиця знаходилися в Адріанополі, Константинопольський патріарх Діонісій сам намагався встановити з ними контакт. Досифей каже, що до Алексєєва від імені Діонісія звертався якийсь архімандрит, який прямо просив в московського посланця грошей за видачу необхідної грамоти. Однак Алексєєв відповів, «нехай перш дасть йому грамоти, і тільки потім візьме гроші від нього».
Коли стало очевидним, що вирішити питання безпосередньо з патріархом не вдасться, московські посли вирушили до візира. І тут виявився ще один аспект цієї справи.

### Політичне підґрунтя анексії Київської митрополії
Час, коли Алексєєв і Лисиця прибули до Адріанополя, було часом важкої кризи Османської імперії. У 1683 році османи почали чергову війну з Австрією. 16 липня вони взяли в облогу Відень, після чого паніка піднялася у всій Європі. У війну вступили Річ Посполита і Венеція. Король Речі Посполитої Ян III Собеський зі своєю армією підійшов до Відня і вщент розбив османів. Великий візир Кара-Мустафа втік з поля бою і згодом за наказом султана був підданий традиційній для османських вельмож страті — задушений шовковим шнурком. Армія союзників перейшла у контрнаступ. Османи терпіли одну поразку за іншою. У 1686 році вони залишили угорську столицю, яку тримали в руках більше 140 років.
Так що московські посли прибули до Османської імперії в самий розпал цієї війни, коли становище Османської імперії ставало близьким до катастрофічного. При цьому Москва ще в 1681 році уклала з Османською імперією мирний договір, і тому розглядалася султаном як потенційний союзник. До того ж, незважаючи на Андрусівський мир (1667), Московське царство продовжувало залишатися в стані війни з Річчю Посполитою, у той час одним з головних ворогів Османської імперії. У цій ситуації візир ухвалив рішення всіляко сприяти задоволенню прохання московських государів про підпорядкування патріарху Йоакима Київської митрополії, сподіваючись тим самим зміцнити свою дружбу з Москвою. І коли до нього прийшов Алексєєв, то «візир виявив цілковиту готовність виконати всі його бажання, і, між іншим, обіцяв закликати до себе Досифея і наказати йому виконати прохання московського уряду щодо Київської митрополії».

### Згода патріархів Досифея та Діонісія
Після зустрічі з візиром Алексєєв знову відвідав патріарха Досифея і знайшов у ньому цілковиту зміну:
|  | Я підшукав у правилах, що вільно всякому архієреєві відпустити зі своєї єпархії до іншого архієрея; я буду умовляти патріарха Діонісія, щоб він виконав волю царську, і сам буду писати до великих государів і до патріарха Йоакима і благословення від себе особливо, а не разом з Діонісієм. |

Документальним свідченням цієї зміни є грамоти патріарха Досифея, спрямовані православному населенню Речі Посполитої та гетьману Самойловичу. У них Єрусалимський Первосвятитель закликав вважати Гедеона (Святополк-Четвертинського) істинним Київським митрополитом і сприяти йому в архіпастирському служінні. За настільки істотне корегування своєї позиції патріарх Досифей отримав від Микити Алєксєєва 200 червінців.
Тим часом у Адріанополь прибув Константинопольський патріарх Діонісій. Він повинен був зустрітися з візиром, щоб отримати від того підтвердження своїх повноважень. Слід зауважити, що Діонісій за своє життя п'ять разів обирався і потім скидався з Константинопольського патріаршого престолу. У 1686 році він зійшов на патріарший трон в четвертий раз. Дізнавшись волю візира, Діонісій пообіцяв виконати прохання Москви, як тільки повернеться до Константинополя і збере собор митрополитів.
У травні, повернувшись до Константинополя, патріарх Діонісій написав листа до московських государів, патріарха Йоякима і гетьмана Самойловича, в яких говорив про свою згоду на дозвіл Московському патріарху висвячувати митрополитів на Київську митрополю. При цьому Патріарх Досифей зазначав, що Константинополь лише давав РПЦ дозвіл на хіротонію Київських митрополитів у Москві, тоді як Київ залишався єпархією Вселенського патріархату.

### Константинопольський собор 1686 року
Нарешті в червні у Константинополі був скликаний Собор архиєреїв, на якому було ухвалено остаточне рішення з цього питання. Собор видав грамоту, яка веліла визнавати Гедеона (Святополк-Четвертинського) законним Київським митрополитом. Крім Патріарха Діонісія грамоту підписав також 21 митрополит. Крім того, Діонісій у червні видав ще дві грамоти, адресовані гетьману Самойловичу і всім вірним чадам Київської митрополії, в яких говорив, що дає право поставляти митрополита Київського і всієї України Московському патріархові, і наказує відтепер всіх новообраних митрополитів відправляти для посвячення до Москви, але Київський митрополит мав у першу чергу першим згадувати ім'я у диптху Константинопольського патріарха, щоб це було свідченням влади Вселенського престолу над Київською митрополією.
Микита Алексєєв вручив Патріарху Діонісію за ці документи 200 золотих і «три сорока соболів», за що отримав від Діонісія власноручну розписку. Характерно, що у своєму листі до московських царів Константинопольський патріарх просив надіслати «жалування» також для решти архиєреїв, що підписали акт.

### Зміна політичних обставин
Швидке завершення справи підпорядкування митрополії пояснюється, перш за все, бажанням османського уряду зберегти мир з Москвою. Однак сподівання візира виявилися марними. Навесні 1686, коли московські посли були в Османській імперії, в Москві вже велися переговори з особистими представниками короля Речі Посполитої на предмет підписання мирного договору. «Вічний мир» з Річчю Посполитою був укладений 21 квітня. Москва зобов'язалася розірвати мир з османським султаном і кримським ханом і негайно послати війська на кримські переправи для захисту Речі Посполитої від татарських нападів. Уряд Речі Посполитої зі свого боку гарантував, що православне населення на території Речі Посполитої не може бути примушене до греко-католицизму, а вище православне духовенство буде отримувати посвячення від Київського митрополита.
Проте цей договір міг набути чинності тільки після його підписання королем Речі Посполитої. Оскільки Ян Собеський у той час був у військовому поході в Молдовському князівстві, то договір був підтверджений ним лише восени 1686 року. Тоді ж у Москві було ухвалено рішення спорядити військовий похід проти кримського хана, союзника Османської імперії.
Це фактичне оголошення війни Османській імперії мало не перекреслило результати місії дяка Микити Алєксєєва. На зворотному шляху з Константинополя московський посол разом з грамотами був заарештований при проїзді через Крим. Московський уряд ледь зумів звільнити його, пославши кримському хану в обмін одного важливого татарського бранця.
Як тільки в Константинополі дізналися про укладення Москвою «вічного миру» з Річчю Посполитою, положення патріарха Діонісія стало вкрай незавидним. Проти нього відразу ж склалася опозиція в Синоді. Незадоволені Діонісієм архиєреї звинуватили його в таємних зв'язках з Москвою, наводячи на підтвердження факт «передачі» Київської митрополії Московському патріархові. У результаті Діонісій позбувся патріаршества через два місяці після офіційного вступу на Константинопольський престол.
У 1687 році Константинопольський Собор засудив патріарха Діонісія за «передачу» Київської митрополії Москві, оцінивши цей акт як симонію, тобто хабарництво, і позбавив Діонісія патріаршого престолу. Таким чином вчинок патріарха Діонісія Собор визнав незаконною дією.

## Порушення умов акту 1686 року і перепідпорядкування Київської митрополії Московській православній церкві
Умов які були прописані в акті Московська православна Церква не дотрималась а саме: вибори митрополита перейшли в руки Московського Синоду, поминання Вселенського патріарха припинилося, і привілеї київського митрополита були скасовані, навіть сама митрополія перестала існувати як церковна одиниця.

### Звуження юрисдикції Київського митрополита
Конфлікт між Гедеоном (Святополк-Четвертинським) і Лазарем (Барановичем) призвів до того, що останній вирішив вийти з юрисдикції Київського митрополита і підпорядкуватися безпосередньо Московському патріархові. Таким чином Чернігівська єпархія фактично вийшла зі складу Київської митрополії. Подібна доля спіткала і Могилевську єпархію. З початку XVIII століття архиєреї сюди призначалися вже не з Києва, а з Москви (з часу заснування Синоду, відповідно, з Петербурга).
Незважаючи на гарантії, дані урядом Речі Посполитої у 1686 році, греко-католицька пропаганда не була припинена. У результаті до початку XVIII століття Львівська, Луцька і Перемишльська єпархії остаточно стали греко-католицькими. Так що вже через двадцять п'ять років після входження до складу Московського патріархату митрополит Київський з глави великого автономного церковного округу перетворився на правлячого архієрея однієї лише Київської єпархії.
Два його наступники — Варлаам (Ясинський) (1690—1707) та Йоасаф (Кроковський) (1708—1718) обиралися в Києві на Соборах і лише посвячувалися в Москві. Проте після проведення Петром I Синодальної реформи право обирати митрополитів вільними голосами київського духовенства було втрачено.

### Втрата статусу митрополії
У 1722 році київський архіпастир був «обраний» за новою схемою. Синод запропонував імператору чотири кандидатури, з яких Петро обрав Варлаама (Ванятовича), що займав Київський престол до 1730 року. Характерно, що владика Варлаам отримав вже не сан митрополита, а лише архиєпископа. З цього часу Київська митрополія фактично перетворюється на одну з рядових єпархій Російської Церкви.
Поступово були значною мірою нівельовані особливості українського церковного співу, української вимови богослужбових текстів, українського друку церковних книг. Тому побоювання, висловлені українським духовенством в 1685 році, виявилися цілком справедливими.

## Причини акту 1686 року

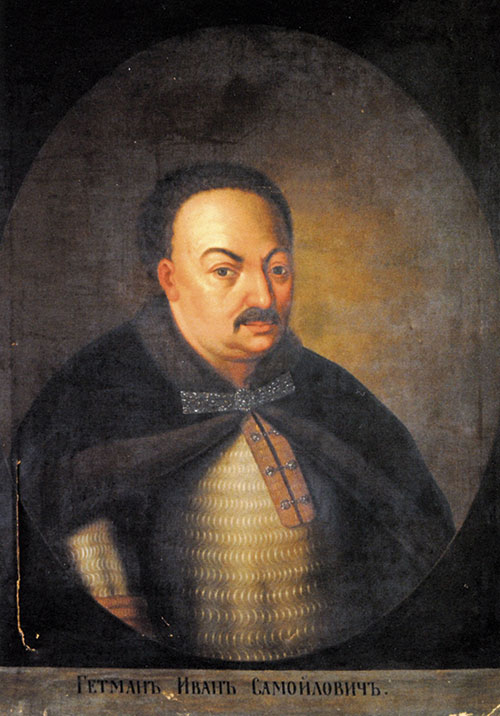
Гетьман Іван Самойлович

Події 1686 яскраво відобразили внутрішній стан і Московського патріархату, і Константинопольської церкви, і Київської митрополії. По-перше, Москва, відчуваючи свою політичну могутність, вважала для себе допустимим істотні відступи від канонічного порядку у вирішення церковних питань. І процедура обрання митрополита Гедеона, і його інтронізація в Москві, і отримання заднім числом благословення Константинопольського патріарха були здійснені через пряме порушення канонів. По-друге, поведінка східних ієрархів у ході вирішення цього питання виявилося повністю детермінованою двома чинниками — позицією османського уряду і особистою матеріальною вигодою. Зміна настрою Єрусалимського патріарха Досифея після зустрічі московських послів із візиром показує, що навіть цей, далеко не найгірший представник грецького єпископату, був здатний істотно корегувати свої канонічні погляди під впливом двох зазначених факторів. Нарешті, й українське духовенство за тридцять років після Переяславської Ради сильно змінилося, з ним відбулася, за висловом Н. Д. Полонської-Василенко, «велика еволюція». Якщо в 1654 році воно твердо відстоювала свою канонічну підпорядкованість Константинополю, то в 1685 році смиренно передавало це питання на розсуд Константинопольського патріарха. Характерно, що не було протестів проти процедури обрання та посвячення митрополита Гедеона ні з боку гетьмана, ні з боку козацької старшини, ні з боку церковних братств.
Цілком очевидна обумовленість акту політичною кон'юнктурою, що склалася в другій половині 17 століття. Процес інтеграції України в Московську державу не міг не призвести до поступового згладжування особливостей її адміністративного устрою, місцевого самоврядування, системи освіти. У цьому контексті входження Київської митрополії до складу Московського патріархату після Переяславської Ради було неминучим. Цю невблаганну логіку історичного процесу чудово розуміли як російські, так і українські історики. Наприклад, професор І. І. Огієнко (згодом — митрополит Іларіон) писав, що приєднання Київської митрополії до Московського патріархату:
|  | логічно випливало з приєднання політичного, з акту 1654 р., і не допустити його не було сил. Тридцять два роки (1654—1686) захищало духовенство незалежність своєї Церкви — і можна тільки дивуватися, що воно так вперто і довго не віддавав своєї свободи |

## Скасування акту 1686 року
Анексія Київської Митрополії під керування Московської православної Церкви ніколи не визнавалась Константинопольською православною церквою. Умов, які були зазначені в акті, Московська православна Церква не дотрималась, а саме: вибори митрополита перейшли в руки Російського Синоду, поминання Вселенського патріарха припинилося, а привілеї київського митрополита були скасовані, навіть сама митрополія перестала існувати як церковна одиниця.
Українська національна церковна історіографія завжди заперечувала передання Київської митрополії під омофор Російської Православної Церкви.
У XX столітті Константинопольський патріархат неодноразово виступали з критикою подій 1686 року. В 1924 році Вселенський патріарх Григорій VII дав Польській Православній Церкві томос про автокефалію, посилаючись на те, що приєднання Київської митрополії до Московського Патріархату було проведено не за церковними канонами. Так у 1924 році у томосі Патріарха Григорія VII про дарування автокефалії Польській православній церкві де сказано що автокефалія надається
|  | дослухаючись гучного голосу канонічного обов’язку, що накладає на наш Святіший Вселенський Престол піклування про Святі Православні Церкви, які знаходяться у скруті; вбачаючи, що й історія свідчить на користь зазначеного (бо ж написано, що відчуження від нашого Престолу Митрополії Києва й залежних від неї Православних Церков Литви та Польщі, а рівно ж прилучення їх до Святої Церкви Москви, з самого початку були здійснені зовсім не у згоді із законними канонічними приписами; також недотримано того, про що було спільно заявлено щодо повної церковної самодостатності Київського митрополита, який носив титул екзарха Вселенського Престолу). |

Патріарх Григорій назвав три підстави, що дозволили йому дарувати автокефалію Православній церкві в межах Польської республіки. Це, по-перше, необхідність узгодження церковних кордонів з новими політичними кордонами, по-друге, право Константинопольського патріаршого престолу надавати підтримку православним церквам, що «опинилися в скруті» і, по-третє, порушення канонічних правил, здійснене в 1686 році (православні єпархії Польщі, Литви та Білорусі в 1686 році були частиною Київської митрополії). Однак сам акт 1686 року патріархом Григорієм анульований не був. На території України він як і раніше визнавав законною юрисдикцію Московського патріарха.
У 1990 році Вселенський патріарх Димитрій в листі до Московського патріарха писав, що Константинопольська Церква визнає Російську Православну Церкву в межах 1589 року. На таких самих підставах був даний томос про автокефалію Православній Церкві України в 2019 році. Тобто Акт «передачі» Київської митрополії Діонісія Константинопольский патріархат не визнавав.

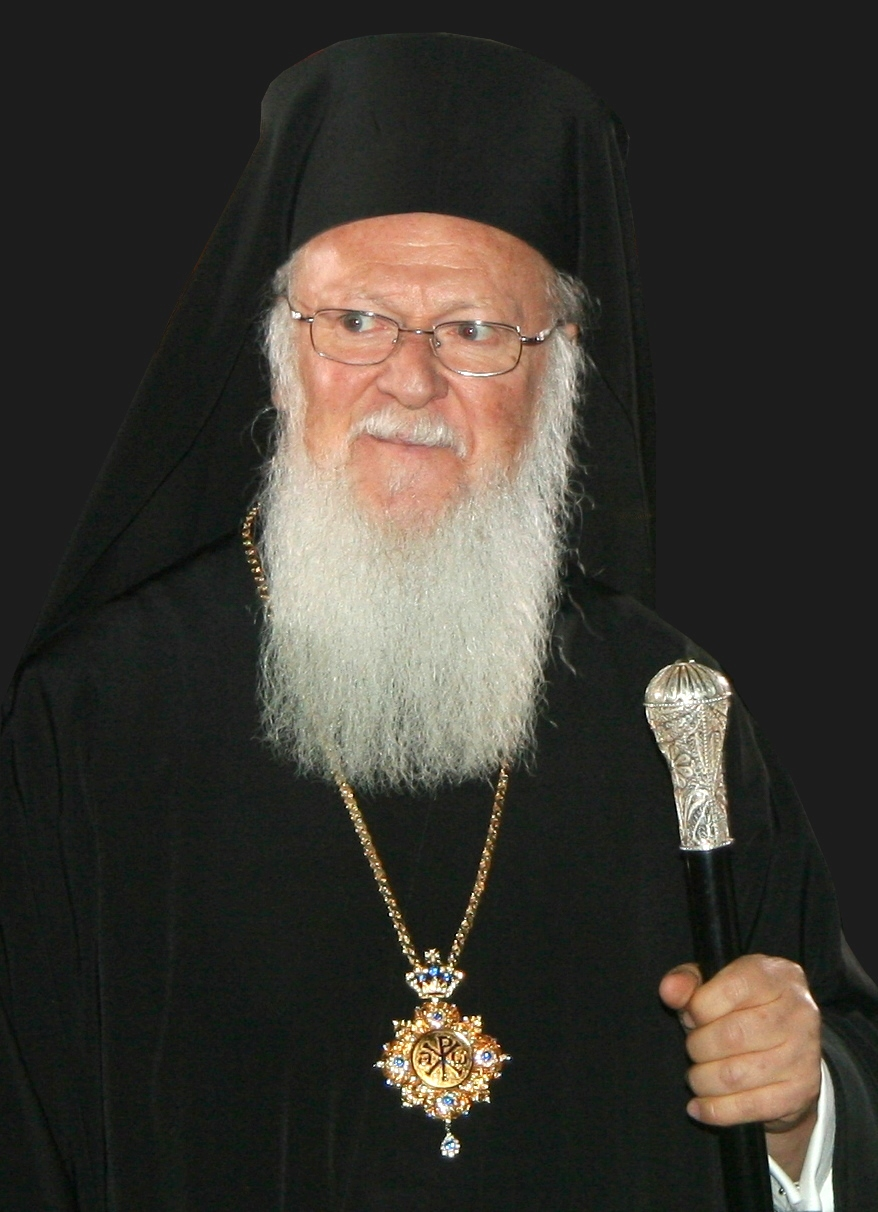
Вселенський патріарх Варфоломій I, який у Православ'ї має статус Primus inter pares

Великий резонанс мала заява, зроблена в березні 2005 року архиєпископом Скопельским Всеволодом (Майданським), якого не без підстав вважали куратором «української політики» Константинопольського патріархату. На зустрічі з Президентом Віктором Ющенком він заявив, що Константинопольський патріархат ніколи не визнавав законності переходу Київської митрополії до складу Московського патріархату і тому Константинополь до цього дня продовжує вважати Україну своєю канонічною територією. Ця заява викликала жорсткі протести з боку Російської православної церкви, однак Константинополь не став нічого офіційно спростовувати (як і підтверджувати).
2008 року у Києві під час ювілейних урочистостей, присвячених 1020-річчю Хрещення Київської Руси, Вселенський Патріарх Варфоломій I неодноразово іменував Константинопольський патріархат Церквою-Матір'ю по відношенню до Української православної церкви Московського патріархату. А 26 липня 2008 року у своєму програмному зверненні до українського народу, сказаному на Софійській площі в Києві, Патріарх Варфоломій прямо назвав приєднання Київської митрополії до Московського Патріархату анексією. При цьому він підкреслив, що його Церква погодилася «обмежити себе» заради того, щоб сприяти повнішому застосуванню «духовної спадщини Візантії», а також задля захисту православної ідентичності українського народу.
Патріарх Варфоломій поставив події 1686 року в один ряд з даруванням автокефалії ряду Помісних Церков на Балканах: Елладській, Сербській, Албанській.
Перед обранням предстоятеля ПЦУ патріарх Варфоломій надіслав листа до митрополита Онуфрія де попередив його про втрату титулу «Митрополит Київський»: «у формі ікономії та милості, ми повідомляємо Вас, що після виборів Предстоятеля Української Церкви органом, котрий складатиметься з кліриків та мирян, Ви не зможете еклізіологічно та канонічно носити титул Митрополита Київського, котрий, Ви все одно носите зараз у порушення описаних умов офіційних документів 1686 року» Таку ж думку висловив єпископ Євстратій (Зоря)
Священний Синод Вселенського патріархату, під час сесії від 11 жовтня 2018 року, «Скасував зобов'язання Синодального листа 1686 року, виданого за обставин того часу, який надавав у порядку ікономії право Патріарху Московському висвячувати Київського митрополита, обраного собором духовенства та вірян його єпархії, який мав згадувати Вселенського Патріарха як свого Першоієрарха за будь-яким богослужінням, проголошуючи та підтверджуючи свою канонічну залежність від Матері-Церкви Константинополя».
Також Синод Вселенського патріархату зняв анатему з Патріарха Української православної церкви Київського патріархату Філарета. Йому та главі Української православної автокефальної церкви Макарію повернули канонічний статус. Раніше, у вересні 2018 року, архиєпископ Йов Тельміський (Геча) заявив, що Вселенський патріархат Константинополя не визнає анатему, накладеної на українського гетьмана Івана Мазепу Московським патріархатом:
|  | Не дивлячись на накладення Російською Церквою на гетьмана Мазепу неканонічної анафеми, представники Вселенського патріархату її не визнавали, адже вона була накладена з політичних мотивів, як засіб політично-ідеологічних репресій і не мала жодних віросповідних, богословських чи канонічних причин. На еміграції в м. Бендери Іван Мазепа вільно сповідався у православних священиків Вселенського патріархату. Саме вони напутствували його на смертному одрі і відпустили від гріхів, а потім і відспівували. Його тіло було покладене в православній церкві містечка Варниці, яка перебувала у юрисдикції Вселенського патріархату, а згодом його перепоховали у місті Галац на Дунаї, де в центральному соборі Свято-Георгієвського монастиря місцевий митрополит відслужив заупокійну службу за спочилим гетьманом. Цей митрополит був ієрархом Вселенського патріархату. Отже, можемо говорити, що Іван Мазепа помер як вірний Матері-Церкви, Вселенського патріархату! |

У жовтні 2020 року Вселенський патріарх Варфоломій написав листа у якому зазначив, від часу Об'єднавчого собору і надання томосу ПЦУ «нова автокефальна церква України є єдиною канонічною Православною Церквою на території Української Держави, та Блаженніший Митрополит Київський та всієї України має бути визнаний її канонічним Предстоятелем. Відповідно до канонічного принципу територіальності, який є невід'ємним і постійним фактом православної еклезіології, жодна Церква не може бути присутньою в межах юрисдикції Церкви України. Тим не менше, в дусі пастирської чуйності, ми тимчасово терпимо існування українських ієрархів під Росією не як місцевих правлячих єпископів, а лише як титулярних або тих, що перебувають (мають резиденцію) в Україні, ієрархів, згідно з каноном 8 І Нікейського собору, сподіваючись, що, волею Божою, вони незабаром об'єднаються з помісною Церквою. З цієї причини Його Високопреосвященство Онуфрій вже не розглядається як канонічний митрополит Київський, але як ієрарх, що проживає в Києві, як це було надруковано у Щорічнику Вселенського патріархату на 2020 рік».
У 21 серпня 2021 року Вселенський патріарх Варфоломій І під час візиту в Україну сказав: «Київська митрополія попри те, що ревно трублять про зворотнє, завжди була невід’ємною канонічною територією та митрополією під очільництвом нашого Святішого Апостольського та Патріаршого Престолу, хоча історичні обставини та у насильницький спосіб, але не назавжди відсікли її від природньої матері".

## Церковно-канонічний аспект
Московський патріархат завжди розглядав цю подію як канонічне і виправдане приєднання, навіть «повернення західноруської митрополії до матері-Церкви», і категорично й жорстко реагував на будь-які спроби піддати сумніву цю тезу.
Водночас, напівавтономна Українська православна церква Московського патріархату загалом демонструвала обережніший підхід до проблеми. Зокрема, її історики та каноністи не ігнорували факти порушень канонів, незгоду тодішньої ієрархії, однак і не заперечували факт сьогоднішньої підпорядкованості Московському патріархату, наголошуючи на пізнішій рецепції цієї події. Замість цього РПЦвУ останніми роками активно намагалася повернути собі всі ті автономні права, які були зліквідовані Петром I, залишаючись в юрисдикції Московського патріархату. Лише з інтронізацією патріарха Кирила (Гундяєва) розширення цих прав було повністю призупинено.

## Думки богословів
На думку доктора богослов'я Університету Аристотеля в Салоніках (Греція), наукового співробітника візантійської бібліотеки (фр. Collège de France, Париж) Костянтина Ветошнікова, підпорядкування Київської митрополії Московському патріарху, спочатку здійснене без дозволу Константинопольської православної церкви, владою російських государів, є «істотним канонічним злочином» і порушенням наступних канонів:
- 35 правила Апостолів
- 6 правила I Вселенського собору
- 13 правила Антіохійського собору
- 22 правила Антіохійського собору
- 15 правила Сардикійського собору
- вторгнення в чужу єпархію засуджується відповідно до канонів 2 правилом II Вселенського собору, 13 і 22 правилом Антіохійського собору, 3 правилом Сардикійського собору;
- підпорядкування чужих провінцій, як і порушення стародавніх прав церков, засуджується відповідно до канонів 8 правила III Вселенського собору, 39 правила VI Вселенського собору.[2]